# Wioletta Sobieraj
Wioletta Sobieraj (ur. 25 grudnia 1965 roku w Łodzi) – polska pisarka.
Absolwentka polonistyki na Uniwersytecie Łódzkim, studiowała również filozofię; specjalistka w dziedzinie międzywojennej literatury satyrycznej, krytyk literacki, autorka opowiadań, scenariuszy teatralnych oraz powieści społeczno-satyrycznych, w których w ironiczny sposób przedstawia środowisko polskiej inteligencji. Recenzje i teksty krytyczno-literackie publikowane w „Apeiron Magazine”, „Migotaniach, przejaśnieniach”, „Melee”, „Zalewie Kultury”, „Krytyce Literackiej”, „Polis – Mieście Pana Cogito”, „Portalu Księgarskim”.

## Twórczość
- Latawce – powieść, Philip Wilson, 2008;
- Dziewczyńskie bajki na dobranoc – antologia opowiadań inspirowanych baśniami, Amea, 2008, m.in. z Agnieszką Drotkiewicz, Grażyną Plebanek, Edytą Szałek, Beatą Rudzińską;
- Nie pytaj o Polskę – antologia opowiadań patriotycznych, Amea, 2009, m.in. z Sylwią Chutnik, Sławomirem Shutym, Agnieszką Drotkiewicz, Grażyną Plebanek, Izabelą Sową, Edytą Szałek, Beatą Rudzińską;
- Eroticon – drugi krąg piekła – wybór utworów erotycznych, Wydawnictwo Adam Marszałek, 2010, m.in. z Janem Siwmirem, Tomaszem Sobierajem, Piotrem i Agnieszką Goszczyckimi, Agatą Kyzioł;
- Aleja Róż – powieść, Editions sur Ner, 2010;